# 동벨라루스

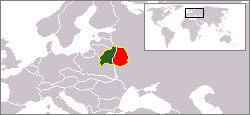
벨라루스 내의 동벨라루스(적색)를 나타내는 그림.

벨로루시 SSR(동벨라루스)의 국장.

동벨라루스(벨라루스어: Усходняя Беларусь 우스호드냐야 벨라루스) 또는 동벨로루시(러시아어: Восточная Белоруссия 보스토치나야 벨로루시야[*])는 1919년부터 1939년 기간 동안 소련에 속했던 벨라루스의 지역을 가리키는 말로, 폴란드 제2공화국에 속했던 서벨라루스와 구분하기 위해 쓴다.
1939년 소련의 폴란드 침공 이후 서벨라루스가 소련에 합병되며, 동벨라루스와 서벨라루스 모두 벨로루시 소비에트 사회주의 공화국으로 편입되었다.